# Вила (Удине)
Вила је насеље у Италији у округу Удине, региону Фурланија-Јулијска крајина.
Према процени из 2011. у насељу је живело 239 становника. Насеље се налази на надморској висини од 438 м.